# Водолазное снаряжение

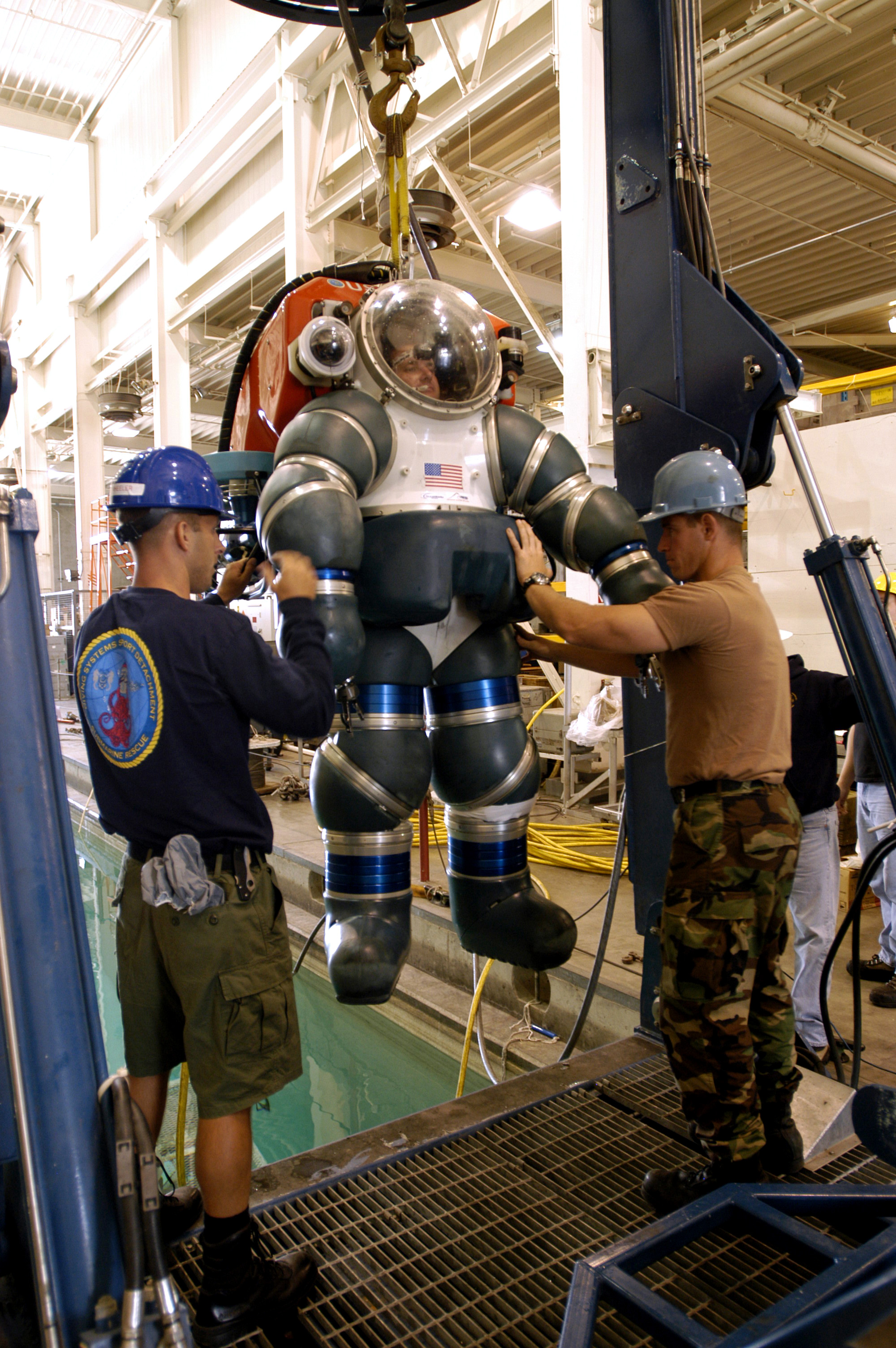
Тренировка с использованием нормобарического водолазного снаряжения.

Водолазное снаряжение — комплект технических средств, используемых водолазом для обеспечения его жизнедеятельности и работы под водой. Часто водолазное снаряжение делят на два типа: тяжелое (для погружения на большую глубину) и лёгкое (для погружения на малую глубину, а также используемое в спортивных целях). Также водолазное снаряжения различают по способу подачи воздуха: шланговое и автономное. Тем не менее справочная классификация водолазного снаряжения предполагает деление как по конструктивным особенностям, так и по типу системы подачи воздуха и составу дыхательных смесей, используемых в этих системах.

## История водолазного снаряжения
В древности при попытках погружения под воду (например, в охотничьих целях) человек мог рассчитывать только на свою выносливость и отвагу. При этом первые упоминания о технических приспособлениях для погружения под воду встречаются ещё в трудах Аристотеля в IV веке до нашей эры. В своих трудах он пишет, что во времена Александра Македонского ныряльщики могли дышать под водой, опуская в него перевёрнутый котёл, в котором оставался воздух. По сути этот перевёрнутый котёл был прототипом придуманного лишь в XVI веке водолазного колокола.

### Водолазный колокол

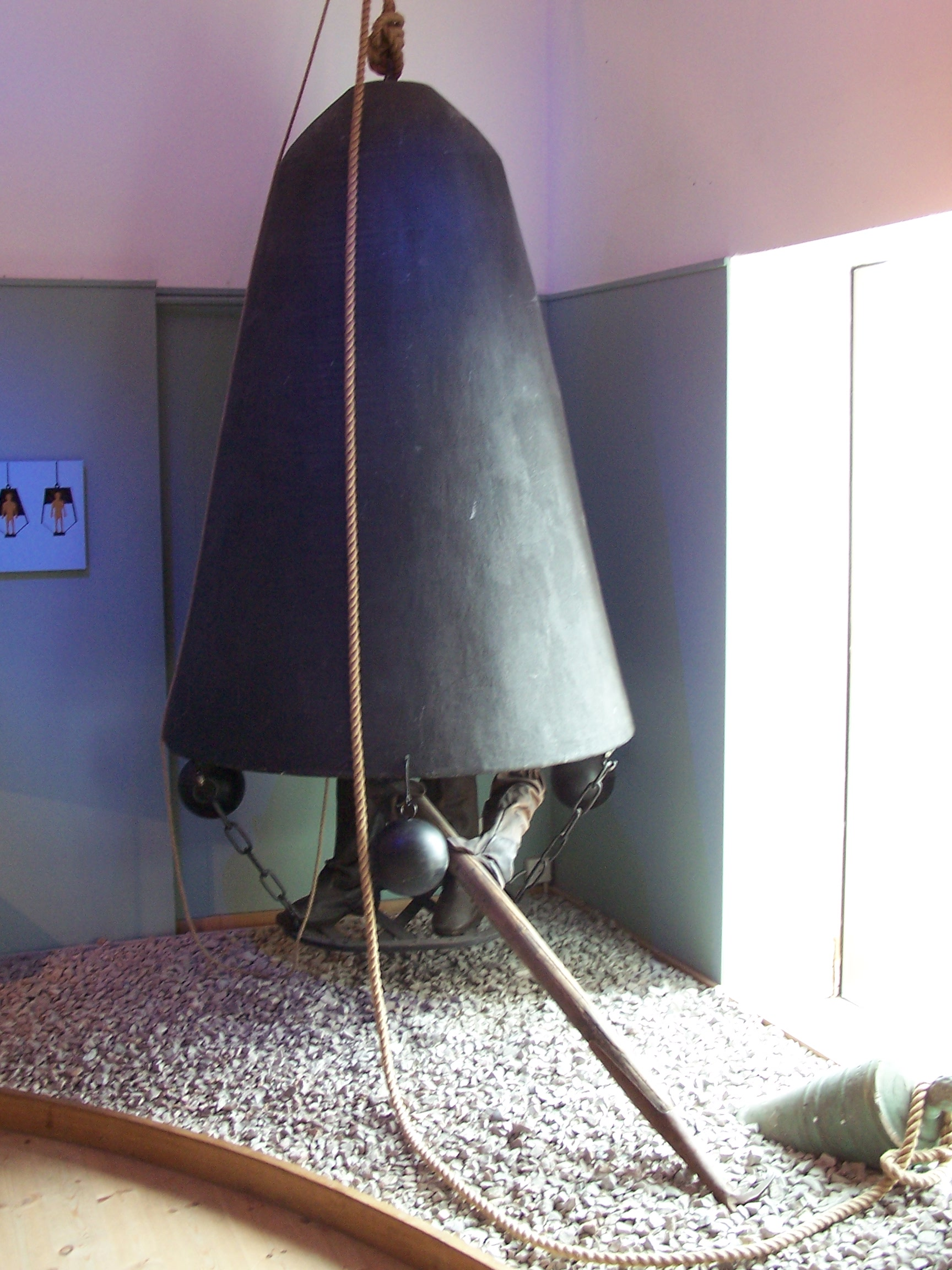
Водолазный колокол

История водолазного снаряжения восходит ещё к средним векам, когда на помощь исследователям морей пришло техническое приспособление названное водолазным колоколом. Суть его заключалась в том, что при погружении внутри этого колокола оставался воздух, которого хватало, чтобы человек какое-то время мог работать под водой. Примерно в то же время придумали и техническое приспособление кессон, применявшееся для образования под водой камеры, свободной от воды.
В 1689 году Дени Папен предложил дополнить водолазный колокол мощным поршневым насосом, который позволял бы восполнять использованный воздух.
Примерно в это же время придумали и водолазный шлем, по сути колокол в миниатюре, воздух в который подавался через гибкий шланг с помощью насоса находившегося на поверхности. В 1690—1691 годах Эдмунд Галлей предложил свой вариант водолазного снаряжения, названного впоследствии его именем.  Так как смена воздуха в новых вариантах снаряжения происходила непрерывно, обеспечивая постоянную вентиляцию, снаряжение начали называть вентилируемым.
Несмотря на то, что эти методы были довольно примитивны и сильно ограничивали водолазов, они были широко распространены вплоть до середины XIX века.

### Водолазный костюм
Первый удобный для подводной работы костюм относят к 1819 году. Считают, что его автором был англичанин Август Зибе. В состав костюма входили шлем с иллюминатором, герметично соединённый с водонепроницаемой рубахой. Через шланг подавался воздух в шлем, а из-под рубахи уже использованный воздух спокойно выходил наружу. Основным недостатком этого костюма была возможность проникновения воды под рубаху при наклонах водолаза. Позже рубаха была заменена полностью герметичным костюмом. В дополнение к костюму прилагались галоши, нагрудные грузы для компенсации выталкивающей способности воздуха. При этом шлем дополнялся выпускным клапаном, предназначенным для удаления лишнего воздуха, что позволяло водолазу регулировать плавучесть.
В 1829 году русский механик Гаузен, служивший на флоте в Кронштадте, предложил свой вариант водолазного снаряжения. Новый вариант был похож на костюм Зибе, но представлял собой видоизменённый водолазный колокол. Голова водолаза находилась в уменьшенном колоколе с застеклёнными окнами (аналог шлема), к которому крепилась широкая металлическая шина, изогнутая дугой. Излишки воздуха выходили стандартным образом из-под края шлема, что не позволяло совершать водолазу наклонные движения, из-за опасности проникновения воды внутрь шлема. Водолаз в водонепроницаемой одежде фактически сидел на этой шине. Чуть позже, шину заменили жесткими ремнями, которые охватывали водолаза под мышками. Правда, применение этой разработки Гаузена нашлось только в России.
Однако ещё в 1839 году в России начали появляться английские водолазные костюмы, изобретенные Джоном Дином. Это водолазное снаряжение представляло собой совмещение скафандра Зибе с мощной помпой. Данное снаряжение довольно быстро развивалось, и уже к середине XIX века фактически являлось прототипом современного двенадцатиболтового вентилируемого снаряжения. Чуть позже в России появляется аналог современного трёхболтового снаряжения, изобретённый французом Огюстом Дейнерузом.
С 1860-х годов было налажено производство двенадцатиболтового снаряжения на российских заводах, примерно с этого времени в штат экипажа крупных судов были введены корабельные водолазы.
В 1871 году Александр Николаевич Лодыгин создал проект автономного водолазного скафандра с использованием газовой смеси, состоящей из кислорода и водорода. Кислород должен был вырабатываться из воды путём электролиза.

## Вентилируемое водолазное снаряжение

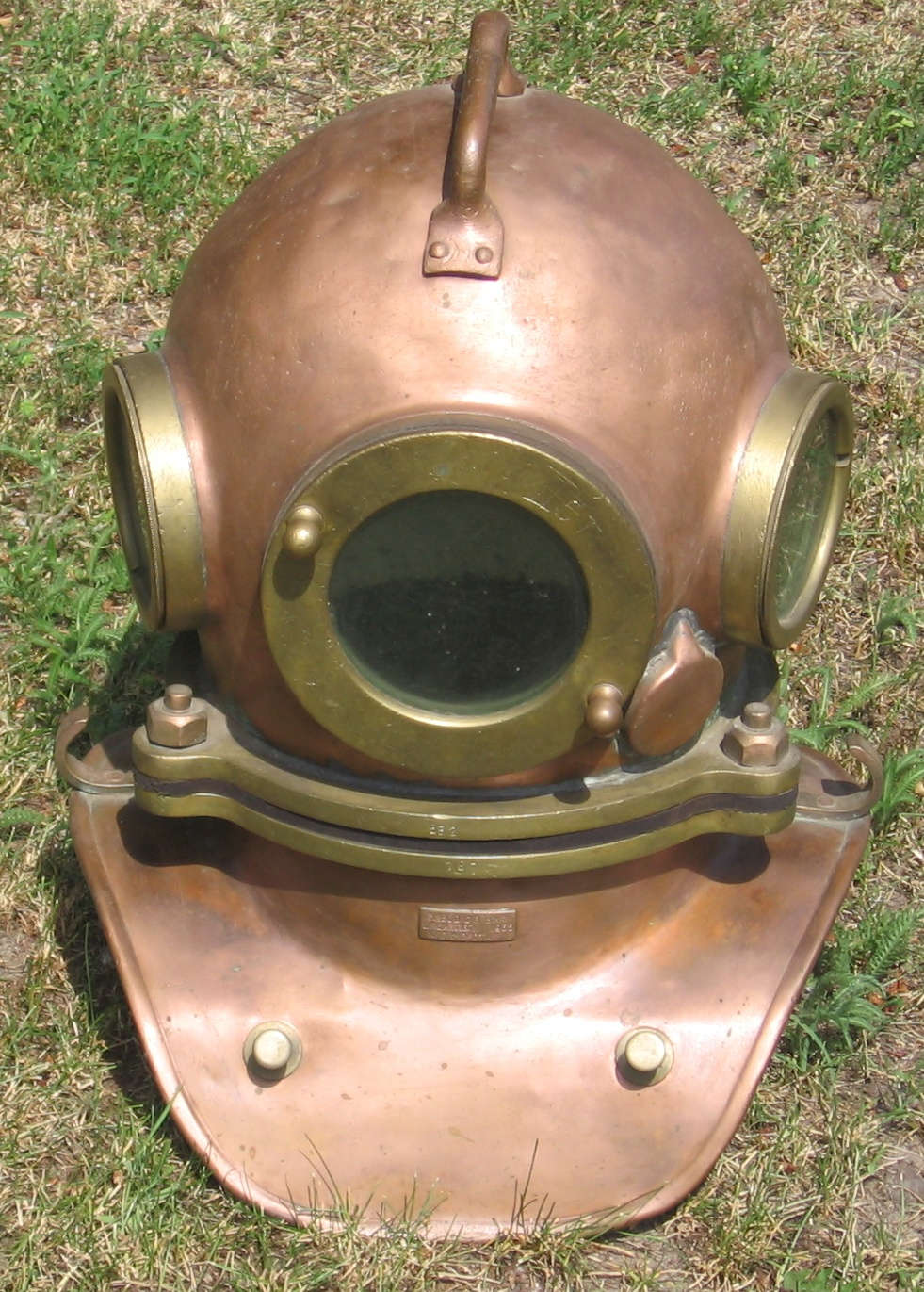
Шлем от Трехболтового водолазного костюма

Вентилируемое водолазное снаряжение обеспечивает дыхание водолаза за счет непрерывной подачи сжатого воздуха с поверхности через гибкий шланг во внутрь снаряжения, обычно в пространство под шлемом. Внутри снаряжения воздух смешивается с использованным воздухом, и периодически выпускается в воду (вентилируется).
Классическим представителем вентилируемого водолазного снаряжения является водолазный костюм. В зависимости от типа соединения шлема с самим водолазным костюмом, снаряжение разделяется на трёхболтовое и двенадцатиболтовое.
Трёхболтовое водолазное снаряжение находит своё применение в основном в морских условиях на средних глубинах. Чаще всего используется для различных аварийно-спасательных и судоподъемных водолазных работ. Обычно находится в эксплуатации на спасательных судах, водолазных станциях морских водолазных ботов.
Двенадцатиболтовое водолазное снаряжение находит применение на малых глубинах, в основном на реках и озерах. Чаще всего используется для выполнения подводно-технических работ в портах и гаванях. Преимущество этого снаряжение в том, что оно легко надевается, но соединение шлема с костюмом менее герметично, чем в трёхболтовом, поэтому глубина погружения ограничена. Находится в эксплуатации на береговых водолазных постах, водолазных станциях речных водолазных ботов и технических плавсредствах.

## Инжекторно-регенеративное снаряжение

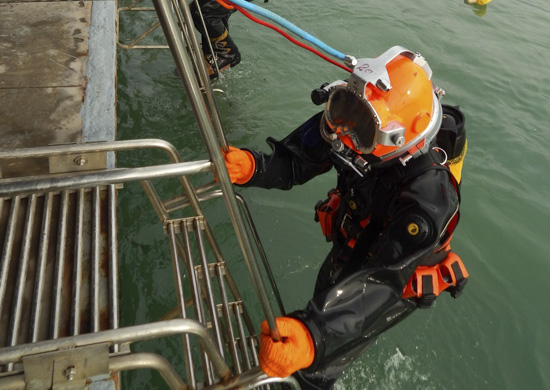
Водолаз Черноморского флота в водолазном снаряжении СВУ-5

Инжекторно-регенеративное снаряжение применяется для водолазных работ на больших глубинах и обеспечивает дыхание водолаза за счет газового объема снаряжения, в котором дыхательная смесь полностью или частично восстанавливается в регенеративной системе снаряжения. Энергоёмкость регенеративной системы прямо влияет на длительность нахождения водолаза под водой. При этом максимальная глубина погружения зависит не только от конструктивных особенностей, но и от состава дыхательных смесей.
Инжекторно-регенеративное снаряжение делится на два типа:
- воздушно-кислородное снаряжение;
- гелиокислородное снаряжение.

### Воздушно-кислородное снаряжение
Воздушно-кислородное снаряжение — это трёхболтовое снаряжение, оборудованное инжекторно-регенеративным устройством. Основными элементами этого устройства являются инжектор, регенеративная коробка и съемный кран переключения. Существует возможность снимать инжекторно-регенеративное устройство, получая таким образом обычное трёхболтовое снаряжение.
Воздушно-кислородное снаряжение позволяет водолазу погружаться на глубину до 100 м. В основном это снаряжение находится в эксплуатации глубоководных водолазных станций морских водолазных ботов и используется для выполнения аварийно-спасательных и судоподъемных водолазных работ.

### Гелиокислородное снаряжение
Гелиокислородное снаряжение также оборудовано инжекторно-регенеративным устройством. Но в этом типе снаряжения инжекторно-регенеративное устройство позволяет восстанавливать газовый состав в скафандре на всех этапах погружения. Инжектор этого устройства работает в двух режимах, а регенеративная коробка оборудована двумя патронами, которые включены в систему восстановления воздуха параллельно. В корпусе переднего груза вмонтированы кран переключения режимов работы и устройство аварийного запаса газа.
При работе на глубине или при подъеме инжектор работает в экономичном режиме. Этот режим называется основным. Вспомогательный режим работы инжектора предусматривает усиленную подачу газа на работу инжектора. Второй режим применяется только во время погружения или быстрой смене газовой смеси в скафандре на глубине. Режимы работы инжектора, а также устройство аварийного запаса газа находятся в управлении водолаза. Устройство аварийного запаса газа предназначено для аварийной ситуации для восполнения газа, когда из скафандра происходят утечки, или прекращается подача газа с поверхности, например, из-за разрыва шланга.
Гелиокислородное снаряжение находится в эксплуатации глубоководных водолазных станций спасательных, спасательно-судоподъемных и других судов. Основное название этого снаряжения аварийно-спасательные, судоподъемные работы.

## Регенеративное снаряжение
Регенеративное снаряжение, или снаряжение с замкнутой схемой дыхания, в отличие от вентилируемого и инжекторно-регенеративного оборудовано автономной системой газообеспечения и намного легче, поэтому его относят к легкому снаряжению. В данном снаряжении не применяется газовый объем, а дыхание обеспечивается замкнутой системой дыхательного аппарата. Регенерация воздуха происходит в процессе дыхания в специальном аппарате, входящем в состав снаряжения.
Различают следующие типы регенеративного снаряжения: кислородное, азотнокислородное, спасательное и др.
Кислородное снаряжение обычно состоит из нагрудного или заспинного дыхательного аппарата и гидрокомбинезона. Обычно позволяет погружаться на глубину порядка 20 м и используется для корабельных водолазных работ. Существует также и маломагнитный вариант этого снаряжения, применяемый для водолазных работ при наличии минной опасности.

## Снаряжение с открытой схемой дыхания

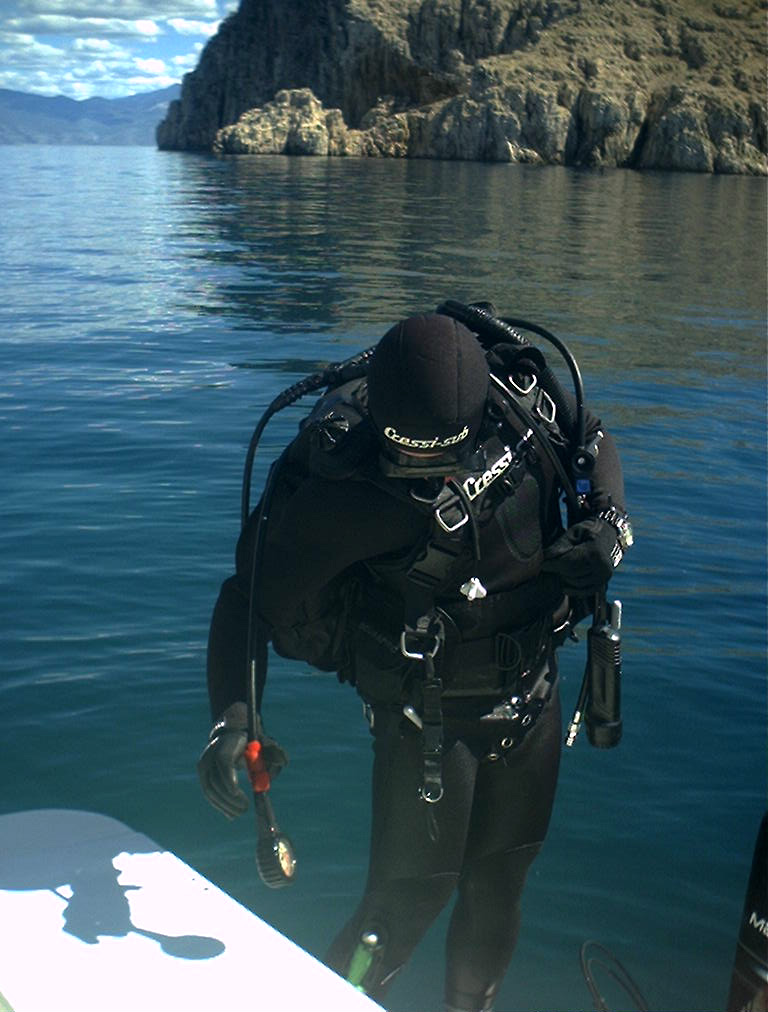
Аквалангист в гидрокостюме и легководолазном снаряжением

Снаряжение с открытой схемой дыхания — легководолазное снаряжение, в котором дыхание водолаза обеспечивается потоком воздуха, направленного только на вдох, а выдох использованного воздуха производится непосредственно в воду. В основном используется в спортивных целях, реже для корабельных водолазных работ. Делится на 3 основных типа: шланговое, воздушнобаллонное и универсальное. Дыхание во всех трех типах происходит через загубник или полумаску шлема.
Шланговое снаряжение состоит из шлангового аппарата, гидрокомбинезона, галош, нагрудного и поясного грузов.
Воздушнобаллонное снаряжение состоит из воздушнобаллонного аппарата, гидрокостюма, грузового ремня и ласт. Снаряжение полностью автономно и позволяет свободно перемещаться под водой. применяется чаще всего в спортивных целях. Дыхание в снаряжении осуществляется через загубник шлем-маски или полумаску шлема.
Универсальное снаряжение состоит из воздушнобаллонного или шлангового аппарата, гидрокомбинезона, грузов, ботов, галош и ласт. Такое снаряжение в основном применяется для корабельных водолазных работ. Помимо автономной системы подачи воздуха, предусмотрена возможность подачи воздуха с поверхности через шланг.

## Средства подачи воздуха
- Водолазная помпа — механизм для подачи воздуха с поверхности, через шланг в костюм водолаза (в частности в трёхболтовое водолазное снаряжение), для работы на глубине до 20 метров.
- Дыхательный аппарат — устройство, осуществляющее защиту органов дыхания от агрессивной внешней среды, подачу очищенного воздуха на вдох и отведение продуктов выдоха.
- Искусственные жабры — система для подводного дыхания, способная выделять воздух, растворённый в воде.
- Ребризер, или изолирующий дыхательный аппарат — дыхательный аппарат, в котором углекислый газ, выделяющийся в процессе дыхания, поглощается химическим составом (химпоглотителем), обогащается кислородом и подаётся на вдох.

## Дезинфекция водолазного снаряжения
Для предупреждения различных кожных и инфекционных заболеваний водолазное снаряжение периодически подвергается дезинфекции. Обязательную дезинфекцию проводят во время ежегодной проверки водолазного снаряжения, а также при его получении со склада. В процессе эксплуатации дезинфекция обычно делается в редких случаях и в основном связано с подозрением или появлением у водолаза инфекционных заболеваний.
Перед самой дезинфекцией проводят подготовительную очистку от загрязнений и омывание кипяченой водой, остуженной до 40—50 °C. После очищения насухо вытирают ветошью. Затем при помощи этилового спирта-ректификата проводят саму дезинфекцию.
Гофрированные трубки, дыхательный мешок, водолазные шланги и газонапорные магистрали промывают горячей водой, иногда пропаривают, после чего заливают определенным количеством спирта на 10—15 мин. Позже спирт сливают, а его остатки удаляют сильным напором воздуха. Дезинфекцию таких частей снаряжения, как шлем, маска, полумаска, загубники, фланцы и прочие резиновые изделия проводят, просто протирая их проспиртованным марлевым тампоном.
Для обезжиривания и дезинфекции штуцеров кислородных и гелиевых баллонов, их протирают проспиртованной ветошью, остатки спирта удаляют струёй воздуха.
Расход спирта-ректификата для дезинфекции определяют по справочным изданиям, например, Справочник водолаза. Под общ. ред. Е. П. Шиканова.